# ベニーズ・ビデオ
『ベニーズ・ビデオ』（英題：Benny's Video）は、1992年に制作されたミヒャエル・ハネケの劇場映画第2作。テッサロニキ国際映画祭国際批評家連盟賞受賞。
本作は「映像の中の映像」が繰り返し登場するのが特徴である。

## キャスト
- アルノ・フリッシュ
- アンゲラ・ヴィンクラー

## あらすじ
青年ベニーは、自分で撮影した豚の屠殺ビデオに魅了されていた。趣味は、部屋から街をビデオ撮影することと、近所のビデオショップに通うこと。いつからかベニーは、人が血を流す映画を見ても刺激を感じなくなっていた。
ある日、ベニーは街で知り合った少女を誘い出し、自宅で屠殺のビデオを見せる。少女が飽きて帰りそうになると、父親から盗み出した屠殺用の銃を見せびらかす。この時、少女の腹部に向けた銃を誤って発射してしまう。床に倒れ、血まみれで逃げ惑う少女に向けて、ベニーは困惑しながらも絶命するまで銃弾を浴びせ続けた。ベニーの部屋に設置されたカメラは、この出来事の一部始終を記録していた。
殺人を犯したところでベニーの心境に変化はなく、適当に後始末をし、友達の家に遊びに行き、帰り道で床屋に行き丸刈りにしてもらう。帰っていた父親の説教も意に介さず部屋に戻ると、ベニーは両親に少女の殺害シーンのビデオを見せる。衝撃を隠せない両親は将来を守るためにある選択をする。